# محفظه موتور

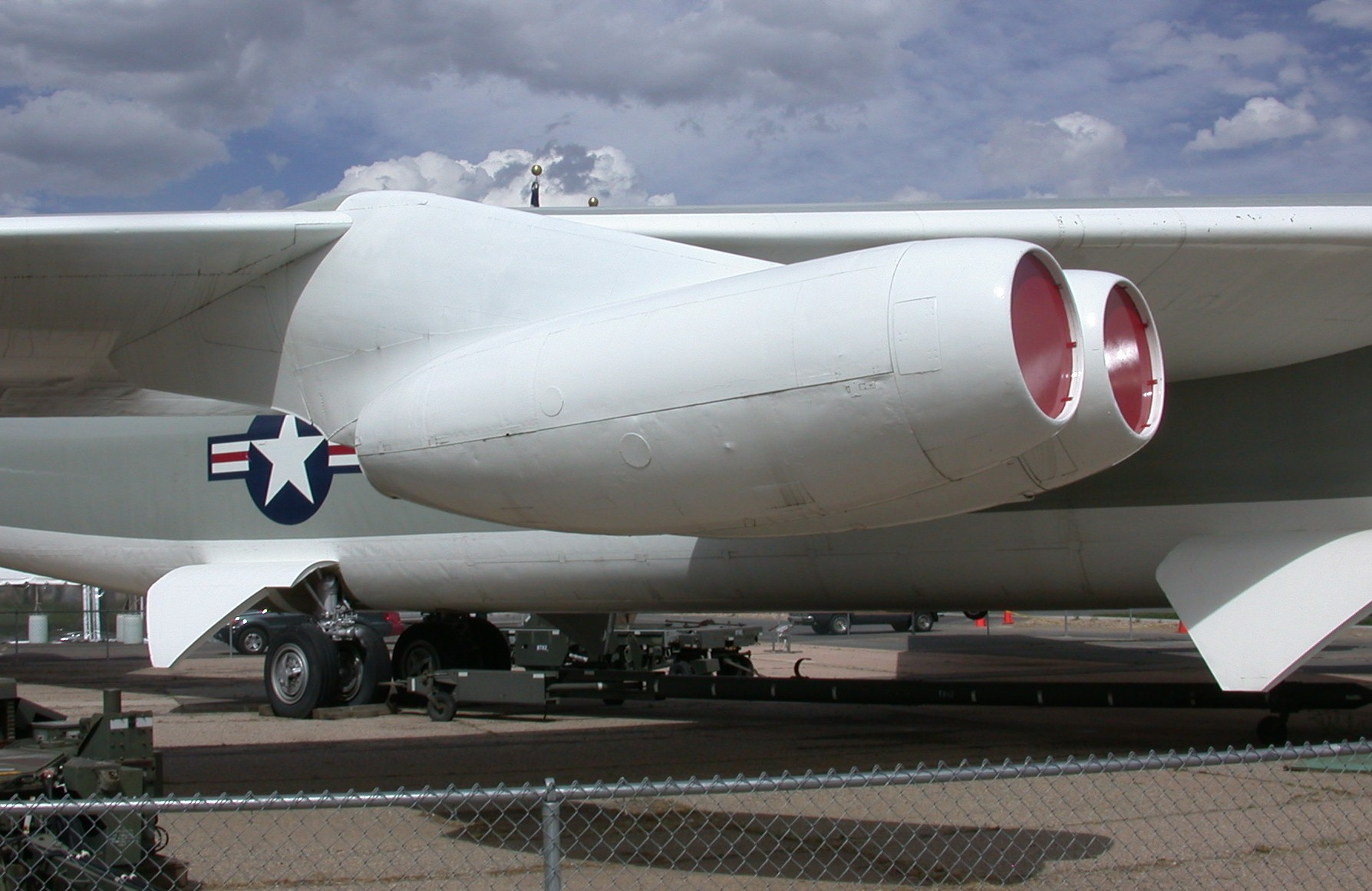
محفظه دوموتوره بر روی یک بوئینگ بی-۵۲ استراتوفورترس

برای مفهوم ناسل در توربین‌های بادی، اتاقک مولد را ببینید.
عبارت مَحفَظهٔ موتور (انگلیسی: Nacelle) در وسایل نقلیه و غیره، اشاره به محفظه یا پوششی دارد که موتورها، تجهیزات یا سایر اجزای مهم را در خود جای می‌دهد. به آن گاه، اتاقک موتور و پوشش موتور هم می‌گویند.
در صنعت هوانوردی، محفظهٔ موتور به محفظه موتور هواپیما یا پوشش آیرودینامیکی اطراف موتور اشاره دارد. این محفظه علاوه بر محافظت از موتور، به بهبود جریان هوا در اطراف آن و کاهش صدا کمک می‌کند.
در صنعت دریایی، محفظهٔ موتور به محفظه موتور کشتی یا پوشش اطراف پروانه‌ها و سایر اجزای دستگاه پیش‌ران اشاره دارد.
در برخی از توربین‌های بادی، محفظه مشابهی به نام اتاقک مولد کاربرد دارد که مولد الکتریکی، جعبه‌دنده و سایر اجزای اصلی توربین را در خود جای می‌دهد.
از این محفظه‌ها برای محافظت و بهبود عملکرد اجزای مهم در صنایع مختلف استفاده می‌شود.

## در هوانوردی
در هوانوردی، محفظه موتور یک پوشش آیرودینامیکی برای قطعات هواگرد مانند موتور هواگرد، سوخت یا تجهیزات است. وقتی چنین محفظه‌ای کاملاً خارج از بدنه هواپیما متصل می‌شود، گاهی اوقات به آن غلاف (پاد) می‌گویند، در این صورت با یک آویزگاه خارجی تسلیحات یا پایه به بدنه متصل می‌شود و موتور به عنوان یک موتور غلاف‌دار شناخته می‌شود.[David W. Wragg, A Dictionary of Aviation, first edition (Osprey, 1973), p. 199.] در برخی موارد - برای مثال در هواپیمای ملخ‌پسین (هواپیمایی که ملخ آن از نوع فشاری است) معمولی از نوع «فارمن» یا هواپیمای لاکهید پی-۳۸ لایتنینگ مربوط به دوران جنگ جهانی دوم - کابین خلبان هواپیما نیز ممکن است در یک محفظه قرار گیرد، نه در یک بدنه معمولی.

## ریشه‌شناسی واژهٔ ناسل
مانند بسیاری از اصطلاحات هوانوردی، واژهٔ nacelle از زبان فرانسوی می‌آید که در این مورد از کلمه‌ای به معنای قایق کوچک گرفته شده است.

## توسعه

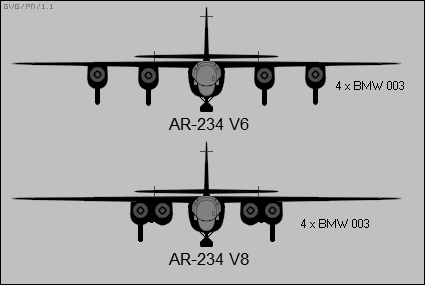
توسعه آرادو آر ۲۳۴، ادغام چهار محفظه در دو محفظه

آرادو آر ۲۳۴ یکی از اولین هواپیماهای جت عملیاتی بود که موتورهای آن در محفظه‌ها نصب شده بودند. در طول توسعه آن، چهار موتور دارای چهار محفظه مجزا بودند. آن‌ها زمانی چرخ دنده فرود مخصوص به خود را داشتند، اما بعداً به دو محفظه با دو موتور در هر کدام ترکیب شدند.
در حدود سال ۲۰۱۰، جنرال الکتریک و ناسا محفظه‌هایی با لبه‌های انتهایی شورون شکل برای کاهش صدای موتور هواپیماهای تجاری توسعه دادند و از یک بوئینگ ۷۷۷ آزمایشی به عنوان یک سکوی آزمایشی استفاده کردند.

## کاربردها
معمولاً هواپیماهای چند موتوره از محفظه برای نگهداری موتورها استفاده می‌کنند. هواپیماهای جنگنده (مانند یوروفایتر تایفون) معمولاً موتورهای خود را در داخل بدنه نصب می‌کنند. برخی از موتورها در بال هواپیما نصب می‌شوند، مانند هواپیماهای د هویلند کامت و نوع بال‌دیس. موتورها ممکن است در محفظه‌های جداگانه نصب شوند، یا در مورد هواپیماهای بزرگتر مانند بوئینگ بی-۵۲ استراتوفورترس (تصویر سمت راست) ممکن است دو موتور در یک محفظه نصب شوند. محفظه‌ها را می‌توان به‌طور کامل یا جزئی جدا کرد تا منابع مصرفی مانند سوخت و تسلیحات را در خود جای دهند. محفظه‌ها ممکن است برای نگهداری تجهیزاتی که فقط از راه دور از بدنه کار می‌کنند، استفاده شوند، به عنوان مثال رادار بوئینگ ئی-۳ سنتری در یک محفظه به نام رادارگاه یا رادوم (radome) قرار دارد.

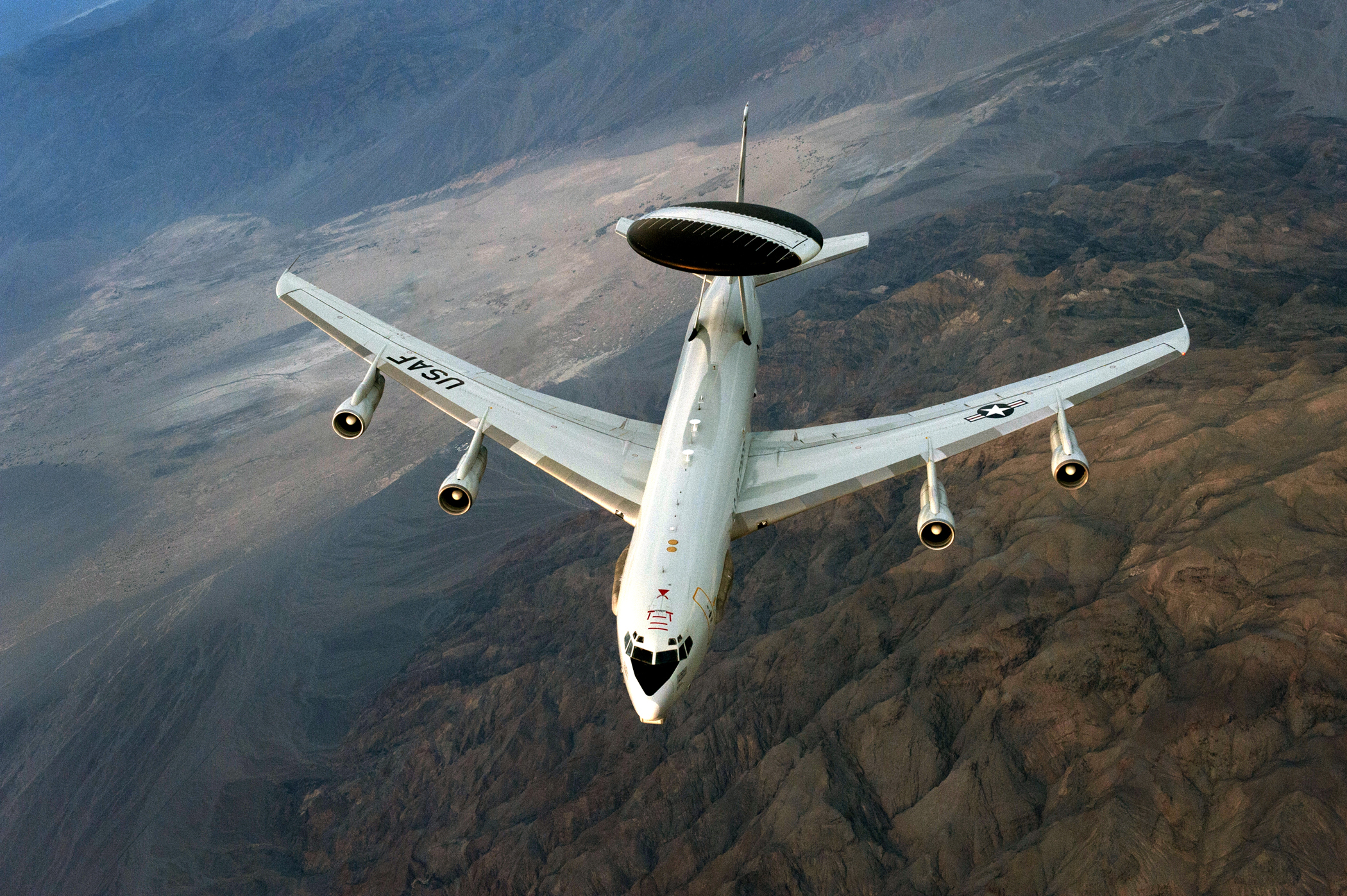
بوئینگ ئی-۳ سنتری از یک محفظه برای قرار دادن رادار بزرگ خود استفاده می‌کند.

## سایر کاربردها
- ادوارد ترنر از این اصطلاح برای توصیف دستگاه تزئینات اضافی (استایلینگ) خود که در سال ۱۹۴۹ معرفی شد، استفاده کرد تا ناحیه اطراف چراغ جلو و صفحه ابزار موتورسیکلت‌های Triumph Speed Twin, Thunderbird و Tiger 100 را مرتب کند. این دستگاه تزئینات پس از آن در صنعت بریتانیا بسیار کپی شد، اگرچه سازنده موتور سیکلت چک، Česká Zbrojovka Strakonice، قبلاً از آن استفاده می‌کرد. در واقع، Royal Enfield Bullet هنوز نسخه خود، 'casquette'، را در مدل‌های فعلی خود حفظ کرده است. آخرین ترایمف‌هایی که از محفظه‌ها استفاده می‌کردند، مدل‌های ۱۹۶۶ از 6T Triumph Thunderbird ۶۵۰، 5TA Triumph Speed Twin ۵۰۰ و 3TA Triumph Twenty One ۳۵۰ بودند.
- «پوسته» مولد و جعبه‌دنده - با میل چرخانه - روی یک توربین بادی (HAWT).
- یک برآمدگی رو به جلو از عرشه پل یک قایق دوبدنه که برای نرم کردن ضربه دریاها یا ایجاد فضای بیشتر در داخل کابین طراحی شده است.
- در سریال پیشتازان فضا همچنین به عنوان اصطلاحی برای محفظه حاوی سیم‌پیچ‌هایی که میدان تاب‌پیمایی را ایجاد می‌کنند، استفاده می‌شود. این جدا از موتوری است که به آنها نیرو می‌دهد.

## ملاحظات طراحی
موضوع اصلی طراحی در مورد محفظه‌های نصب شده بر روی هواپیما، ساده‌سازی برای به حداقل رساندن نیروی پسار است، بنابراین محفظه‌ها بر روی پایه‌های باریک نصب می‌شوند. این می‌تواند باعث ایجاد مشکلاتی در هدایت مجاری مورد نیاز نصب شده در داخل محفظه برای اتصال به هواپیما از طریق چنین فضای باریکی شود. این امر به ویژه در مورد محفظه‌های حاوی موتورها نگران کننده است، زیرا خطوط سوخت و کنترل برای عملکردهای متعدد موتور باید همگی از پایه‌ها عبور کنند.
اغلب لازم است که محفظه‌ها نامتقارن باشند، اما طراحان هواپیما سعی می‌کنند عناصر نامتقارن را به حداقل برسانند تا هزینه‌های نگهداری اپراتور را که مربوط به داشتن دو مجموعه قطعه برای هر دو طرف هواپیما است، کاهش دهند.